# Lise-Lotte Nielsen
Lise-Lotte Nielsen, född den 22 augusti 1943 i Köpenhamn, är en svensk målare och keramiker.
Hon är dotter till konstnären och galleristen Leif Nielsen och Birthe Tobiesen Meyer samt mor till konstnären Johannes Nielsen.
Nielsen utbildade sig till textilkonstnär i Köpenhamn. Hon är en mångsidig konstnär som arbetar i många olika material. Hon är mest känd för sin keramik. Hon bor i Komstad på Österlen och är medlem i Östra Skånes Konstnärsgille ÖSKG och i Böllerupakademin som står bakom Laholms teckningsmuseum.
Lise-Lotte Nielsen är både aktiv konstnär och pedagog.